# Kim Yeun-ja
Kim Yeun-ja (* 10. Februar 1943) ist eine ehemalige nordkoreanische Volleyballspielerin.

## Karriere
Kim Yeun-ja gewann mit der nordkoreanischen Nationalmannschaft bei der Weltmeisterschaft 1970 und bei den Olympischen Sommerspielen 1972 jeweils die Bronzemedaille.